# Општина Кула (Бугарска)
Општина Кула (буг. Община Кула) је једна од једанаест општина Видинске области која се налази на северозападу Бугарске. Општински центар је град Кула. Према подацима са пописа из 2021. године општина је имала 3.292 становника.
Општина се на западу граничи са Србијом, на северу са општином Бојница, на истоку са општином Видин, на југу са општином Макреш, а на југоистоку са општином Грамада. Простире се на површини од 279,37 km². На територији општине се налази гранични прелаз „Вршка чука” са Србијом, који је удаљен 11 километара од Зајечара.

## Насељена места
Општину чине девет насеља од којих једно има статус града, а осталих осам статус села:
| Насељено место | Становништво (2021) |
| -------------- | ------------------- |
| Големаново     | 63                  |
| Извор Махала   | 36                  |
| Коста Перчево  | 49                  |
| Кула           | 2.394               |
| Полетковци     | 37                  |
| Старопатица    | 239                 |
| Тополовец      | 267                 |
| Цар Петрово    | 172                 |
| Чичил          | 35                  |
| Општина Кула   | 3.292               |